# Zbójno (gmina)
Pour les articles homonymes, voir Zbójno.
Zbójno est une gmina rurale du powiat de Golub-Dobrzyń, Couïavie-Poméranie, dans le centre-nord de la Pologne. Son siège est le village de Zbójno, qui se situe environ 13 km au sud-est de Golub-Dobrzyń et 37 km à l'est de Toruń.
La gmina couvre une superficie de 84,38 km2 pour une population de 4 519 habitants.

## Géographie
La gmina inclut les villages d'Adamki, Ciechanówek, Ciepień, Działyń, Frankowo, Imbirkowo, Kazimierzowo, Kiełbzak, Klonowo, Laskowiec, Łukaszewo, Nowy Działyń, Obory, Podolina, Przystań, Pustki Działyńskie, Rembiesznica, Rembiocha, Rochal, Rudusk, Ruże, Sitno, Wielgie, Wojnowo, Zbójenko, Zbójno et Zosin.
La gmina borde les gminy de Brzuze, Chrostkowo, Ciechocin, Czernikowo, Golub-Dobrzyń, Kikół et Radomin.